# جزيرة قمعان
جزيرة قُمّعان هي إحدى الجزر الواقعة في البحر الأحمر، وتتبع منطقة تبوك شمال غرب السعودية. تبلغ مساحة الجزيرة نحو 10,5 كم2 وتبعد عن الساحل بحوالي 5,90 ميل بحري.